# Robert Emanuel Schmidt
Robert Emanuel Schmidt (* 23. Dezember 1864 in Colmar; † 11. März 1938 in Zürich) war ein deutscher Chemiker und Direktor der Elberfelder Farbenfabriken, vorm. Friedr. Bayer & Co. in Elberfeld.

## Leben
Als Robert Emanuel Schmidt 1887 in die Farbenfabriken eintrat, forschte er über die Alizarinfarben, die zunächst eine Domäne der BASF in Ludwigshafen am Rhein waren.
Schon zwei Jahre später entdeckte er den ersten blauen Alizarinfarbstoff und brachte damit den Farbenfabriken das erste Patent auf dem Alizaringebiet. Zwischen Robert Emanuel Schmidt und seinem Konkurrenten René Bohn in Ludwigshafen am Rhein, den beiden „Meistern der Farbstoffforschung“, begann ein wissenschaftlicher Wettbewerb, der für die weitere Entwicklung der deutschen Farbenindustrie von Bedeutung wurde.
1906 wurde Robert Emanuel Schmidt stellvertretender Direktor, 1912 Vorstandsmitglied der Bayer AG. 1920 ging er jedoch wieder zurück ins Forschungslabor, um seiner wissenschaftlichen Leidenschaft nachgehen zu können. 1926 erhielt er die Liebig-Denkmünze des Vereins Deutscher Chemiker.
Er bewohnte die Villa Schmidt.